# Adele Esinger

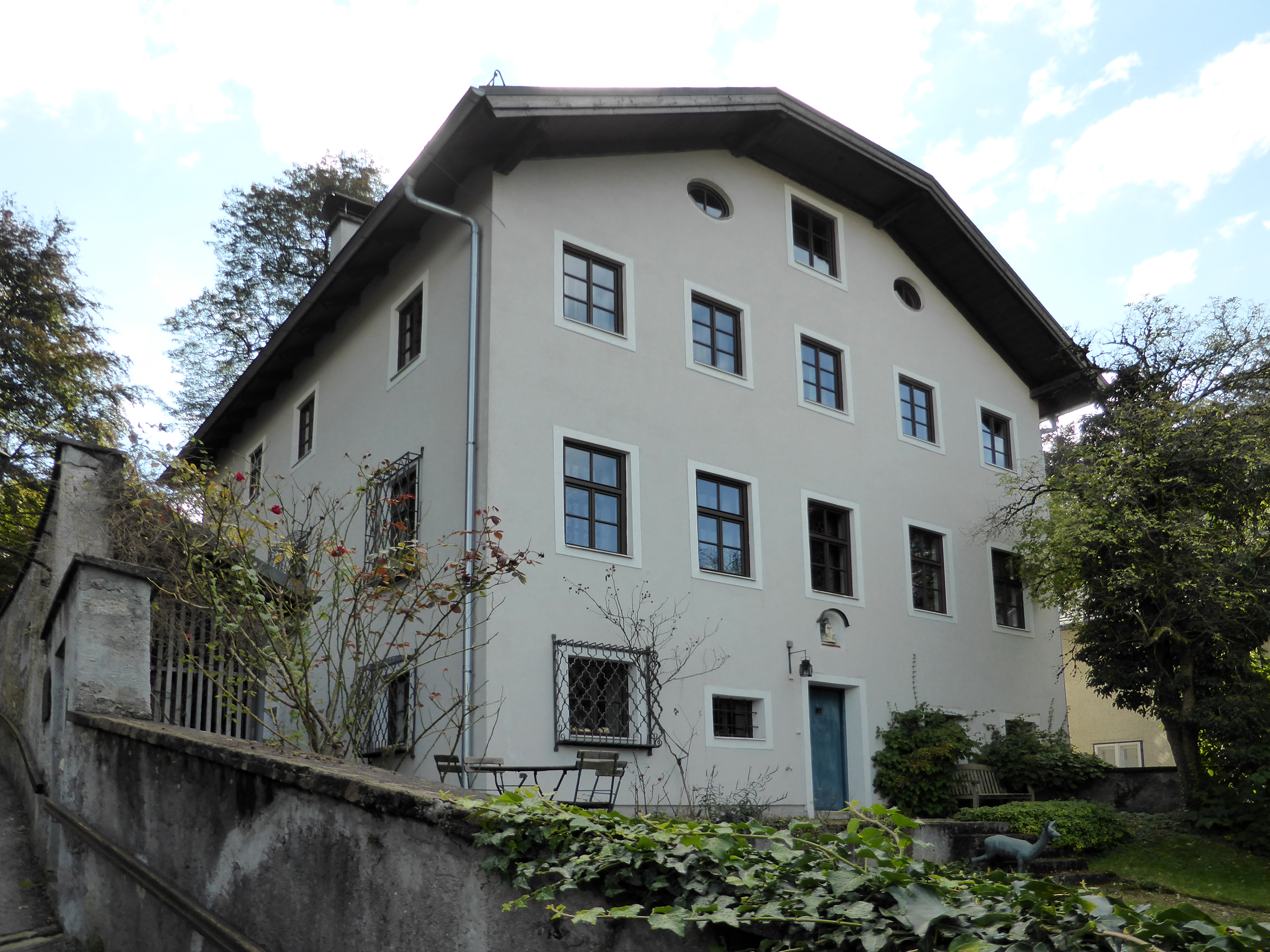
Wohnhaus der Esinger-Schwestern auf dem Mönchsberg

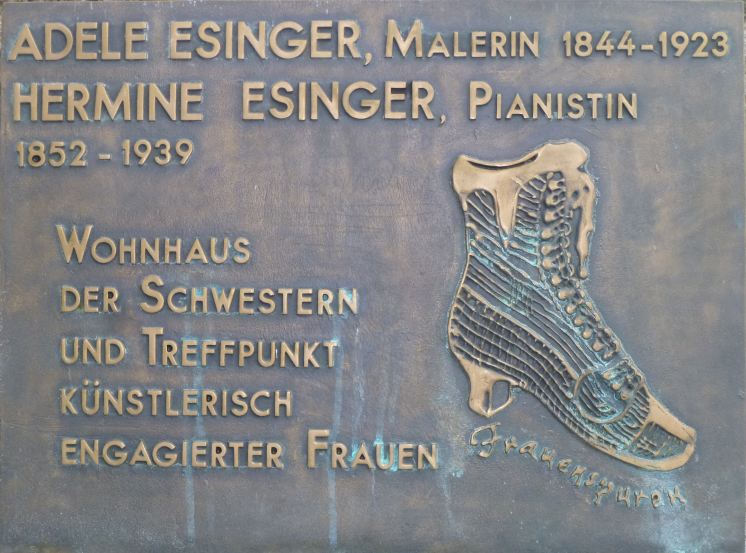
Gedenktafel (Frauenspuren)

Adele Esinger (* 22. Dezember 1844 in Salzburg; † 6. Januar 1923 ebenda) war eine österreichische Malerin und Theaterschauspielerin.

## Leben
Adele Esinger wurde als Tochter des Regimentsarztes Johann Esinger geboren. Ihre Ausbildung genoss sie bei Friedrich Zeller und Bernd Weinmann, bei  Adalbert Waagen in München, Heinrich Funk in Stuttgart (1873–1874), Hans Fredrik Gude und Wilhelm Schirmer in Karlsruhe (1874–1875). Auch der Wiener Landschaftsmaler Anton Hansch war ihr in seinem letzten Lebensjahr ein wichtiger Lehrmeister. Von letzterem übernahm sie den gesamten Nachlass.
Im letzten Viertel des 19. Jahrhunderts zählte Adele Esinger zu den häufigen  Ausstellern im Salzburger Kunstverein. Das war sicherlich eine Besonderheit, da diese Vereinigungen eine Männerdomäne waren. Adele Esinger wirkte ebenfalls an der Gründung des Münchner Künstlerinnenvereins im Jahr 1882 mit. Sie fertigte zumeist Ölgemälde mit landschaftlichen Motiven aus Salzburg und Umgebung. Beispiele ihrer Bilder sind „Partie in der Fürsten-Allee“, „Mühle bei Salzburg“, „Reste eines Bergsturzes bei Golling“, „Baumpartie in Kleingmain“, „Gollinger Wasserfall“, „Alpensteig in den Salzburger Bergen“ oder „Ufer des Traunsees“. In ihren späteren Lebensjahren – ihre Mobilität was bereits eingeschränkt – bevorzugte sie Rosenmotive.
Neben der Malerei war sie auch eine begeisterte Schauspielerin. Ihr erster Auftritt erfolgte 1889 im Münchner Akademischen Verein. Zudem gab sie Schauspielunterricht und widmete sich vor dem Ersten Weltkrieg Wohltätigkeitsveranstaltungen zugunsten der Kinder- und Jugendfürsorge.
Ihr Haus auf dem Mönchsberg (Nr. 6), in dem sie bis zu ihrem Lebensende mit ihrer Schwester Hermine Esinger lebte, war freitags immer Treffpunkt von Künstlern und wichtigen Persönlichkeiten. Hier verkehrte auch die Frauenrechtlerin Irma von Troll-Borostyáni oder die Künstlerin Berta von Tarnóczi. Der Weg in die Kunst blieb für sie aber schwierig und ihr Leben endete in ökonomischer Not.